# Maia Mitchell
Maia Mitchell (* 18. srpna 1993 Lismore, Nový Jižní Wales, Austrálie) je australská herečka a zpěvačka. Nejvíce známá díky roli Brittany Flune v dětském televizním seriálu Taylor má trable (2006), který vysílala stanice Nine Network Australia a roli Natashy Hamilton v dramatu V pasti (2008) na stanici Seven Network. Pro americké obecenstvo se dostala do povědomí prostřednictvím drama seriálu stanice Freeform The Fosters jako Callie Jacob. Po boku Rosse Lynch v originálním filmu Disney Channel Film mých snů a Film mých snů 2 v roli McKenzie. Od roku 2019 hraje v seriálu stanice Freefrom Good Trouble.

## Brzký život
Maia se narodila v Lismore, Nový Jižní Wales, Austrálie. Její otec Alex je taxikář a její matka Jill pracuje ve vzdělávacím systému. Má jednoho mladšího bratra Charlieho. V brzkém věku se naučila hrát na kytaru. Navštěvovala Trinity Catholic College v Lismoru. Jako malá navštěvovala taneční hodiny.

## Kariéra

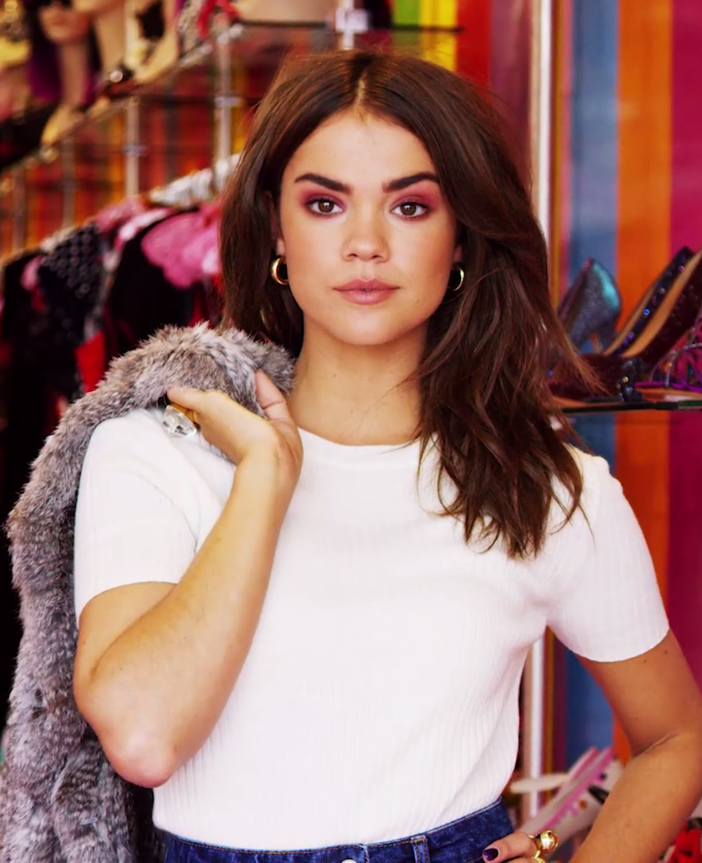
Maia Mitchell v roce 2015

Maia začala vystupovat ve školních produkcích a v místním divadle. Byla objevena talentovou agenturou ve 12 letech a získala roli Brittany Flune v australském dětském seriálu Taylor má Trable.Seriál skončil po dvou sériích s konečným počtem epizod 26. Seriál se vysílal od 30. června 2006 do 11. dubna 2007. Během úspěchu Taylor má trable získala roli Natashy Hamilton v seriálu Castaway. Také se objevila v televizním seriálu K9, spin-offu populárního britského seriálu Pán času, který se soustředil na psa robota K-9.
Její talent byl objeven kanálem Disney Channel a její první americká televizní role byla v seriálu Jessie. Filmový debut přišel s rolí McKenzie v Disney originálním filmu Film mých snů. Během let 2013 až 2018 hrála jednu z hlavních rolí v seriálu stanice Freeform The Fosters.
V roce 2013 měl premiéru Disneyovský televizní film Film mých snů. V roce 2015 mělo premiéru pokračování Film mých snů 2.
Od roku 2019 hraje hlavní roli v seriálu stanice Freefrom Good Trouble, spin-offu seriálu The Fosters.

## Filmografie

### Film
| Rok  | Název             | Role     | Poznámky            |
| ---- | ----------------- | -------- | ------------------- |
| 2013 | Filosofové        | Beatrice |                     |
| 2017 | Hot Summer Nights | Amy      |                     |
| 2018 | Never Goin' Back  | Angela   |                     |
| 2018 | Talk About It     | dívka    | krátkometrážní film |
| 2018 | Racist Superman   | servírka | krátkometrážní film |
| 2019 | Strobe            | Fin      | krátkometrážní film |
| 2019 | Poslední léto     | Phoebe   |                     |
| 2020 | No Way Out        | Tessa    |                     |

### Televize
| Rok       | Název                                 | Role                 | Poznámky                                                    |
| --------- | ------------------------------------- | -------------------- | ----------------------------------------------------------- |
| 2006–2007 | Taylor má trable                      | Brittany Flune       | hlavní role, 25 dílů                                        |
| 2008–2009 | V pasti                               | Natasha Hamilton     | hlavní role, 26 dílů                                        |
| 2009      | K9                                    | Taphony              | díl: „Taphony and the Time Loop“                            |
| 2011      | Castaway                              | Natasha Hamilton     | hlavní role, 15 dílů                                        |
| 2011      | Zombies and Cheerleaders              | Claire               | neprodaný televizní pilotní díl                             |
| 2013–2014 | Jessie                                | Shaylee Michaels     | díly: „Jessiin velký výstup“ a „Dovolená na Havaji“         |
| 2013–2018 | The Fosters                           | Callie Adams Foster  | hlavní role, 104 dílů                                       |
| 2013      | Phineas a Ferb                        | Samu sebe (hlas)     | díl: „Musical Cliptastic Countdown“                         |
| 2013      | Film mých snů                         | McKenzie             | TV film (Disney Channel)                                    |
| 2014–2015 | Jake a piráti ze Země Nezemě          | Wendy Darling (hlas) | díly: „Battle for the Book“ a „Captain Hook's Last Stand!“  |
| 2015      | Film mých snů 2                       | McKenzie             | TV film (Disney Channel)                                    |
| 2016–2017 | Pelíškov: Příběhy palácových mazlíčků | Brook (hlas)         | díly: „Briezy Does It!“ a „Pawcation Investigaion“          |
| 2016–2019 | Lví hlídka                            | Jasiri (hlas)        | 6 dílů                                                      |
| 2019      | Stories from Our Future               |                      | 2 díly                                                      |
| 2019–2022 | Good Trouble                          | Callie Adams Foster  | hlavní role (1.–4. řada), 53 dílů, také výkonná producentka |

### Internet
| Rok  | Název                     | Role                | Poznámky |
| ---- | ------------------------- | ------------------- | -------- |
| 2014 | The Fosters: Girls United | Callie Adams Foster |          |

### Hudební video
| Rok  | Umělec        | Název skladby |
| ---- | ------------- | ------------- |
| 2019 | Hayley Kiyoko | „I Wish“      |

## Diskografie

### Soundtracky
- Film mých snů
- Film mých snů 2

## Ocenění a nominace
| Rok  | Ocenění            | Kategorie | Práce           | Výsledek |
| ---- | ------------------ | --- | --------------- | -------- |
| 2013 | Teen Choice Awards | nejlepší letní televizní hvězda: žena | The Fosters     | nominace |
| 2014 | Teen Choice Awards | nejlepší televizní herečka: drama | The Fosters     | nominace |
| 2015 | Teen Choice Awards | nejlepší televizní herečka: drama | The Fosters     | nominace |
| 2015 | Teen Choice Awards | nejlepší píseň z filmu nebo TV seriálu (sdíleno s Rossem Lynchem, Garrettem Claytonem, Gracie Gillam, Johnem DeLucou a Jordanem Fisherem) | Film mých snů 2 | nominace |
| 2015 | Teen Choice Awards | nejlepší letní televizní hvězda: žena | Film mých snů 2 | nominace |
| 2016 | Teen Choice Awards | nejlepší televizní herečka: drama | The Fosters     | nominace |
| 2017 | Teen Choice Awards | nejlepší letní televizní hvězda: žena | The Fosters     | nominace |